# 霍尔特站
霍尔特站（丹麥語：Holte Station）是丹麦首都大区魯澤斯代市鎮霍尔特区的一个火车站。现为哥本哈根市郊铁路E线终点站，哥本哈根市郊铁路A线也在本站停靠。 该火车站还附设公交换乘枢纽。 本站于1864年6月8日启用。在蒸汽机车时代，本站还设有加水设施。哥本哈根市郊铁路现已引入本站。

## 图片集

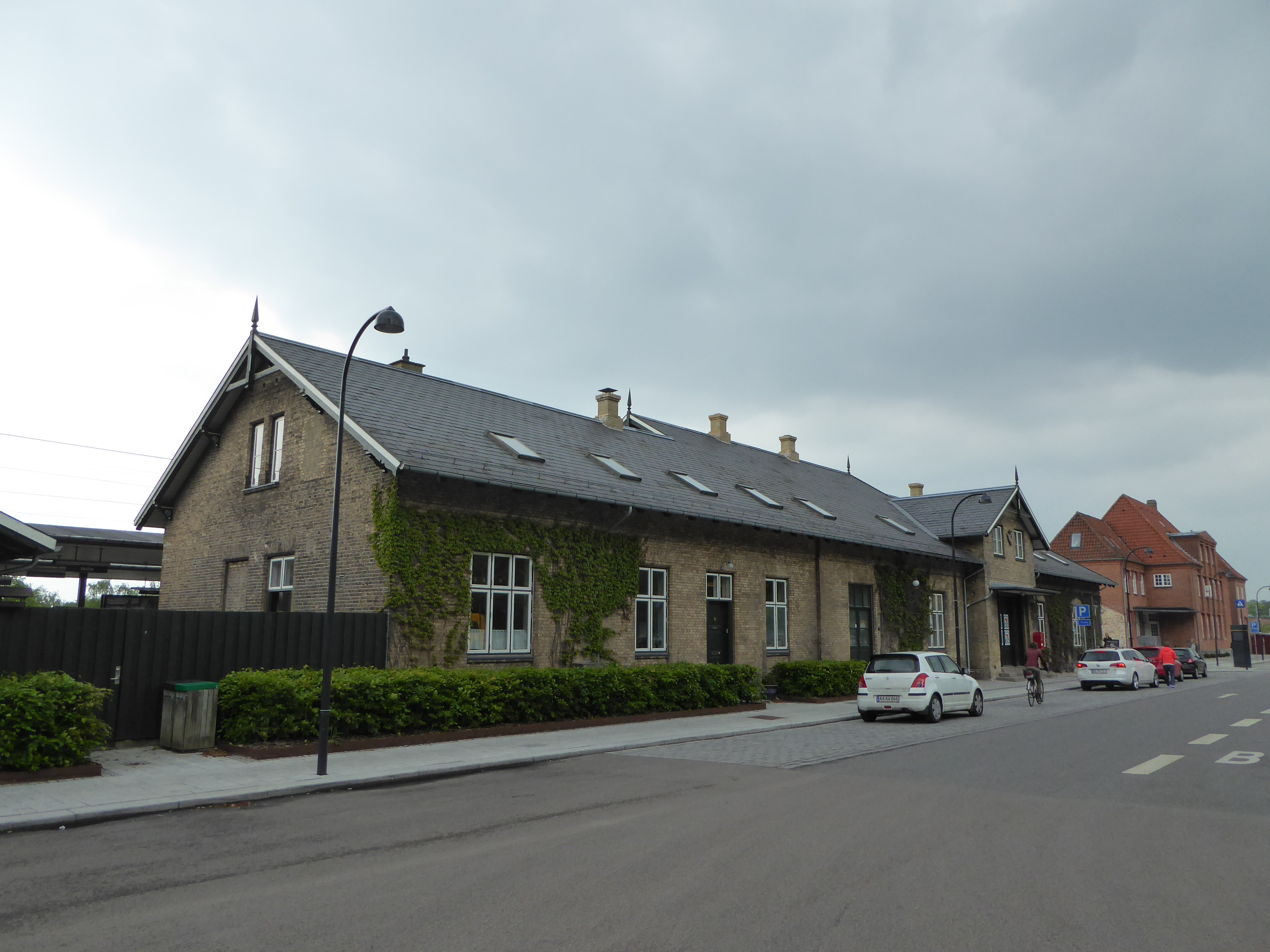
车站正面
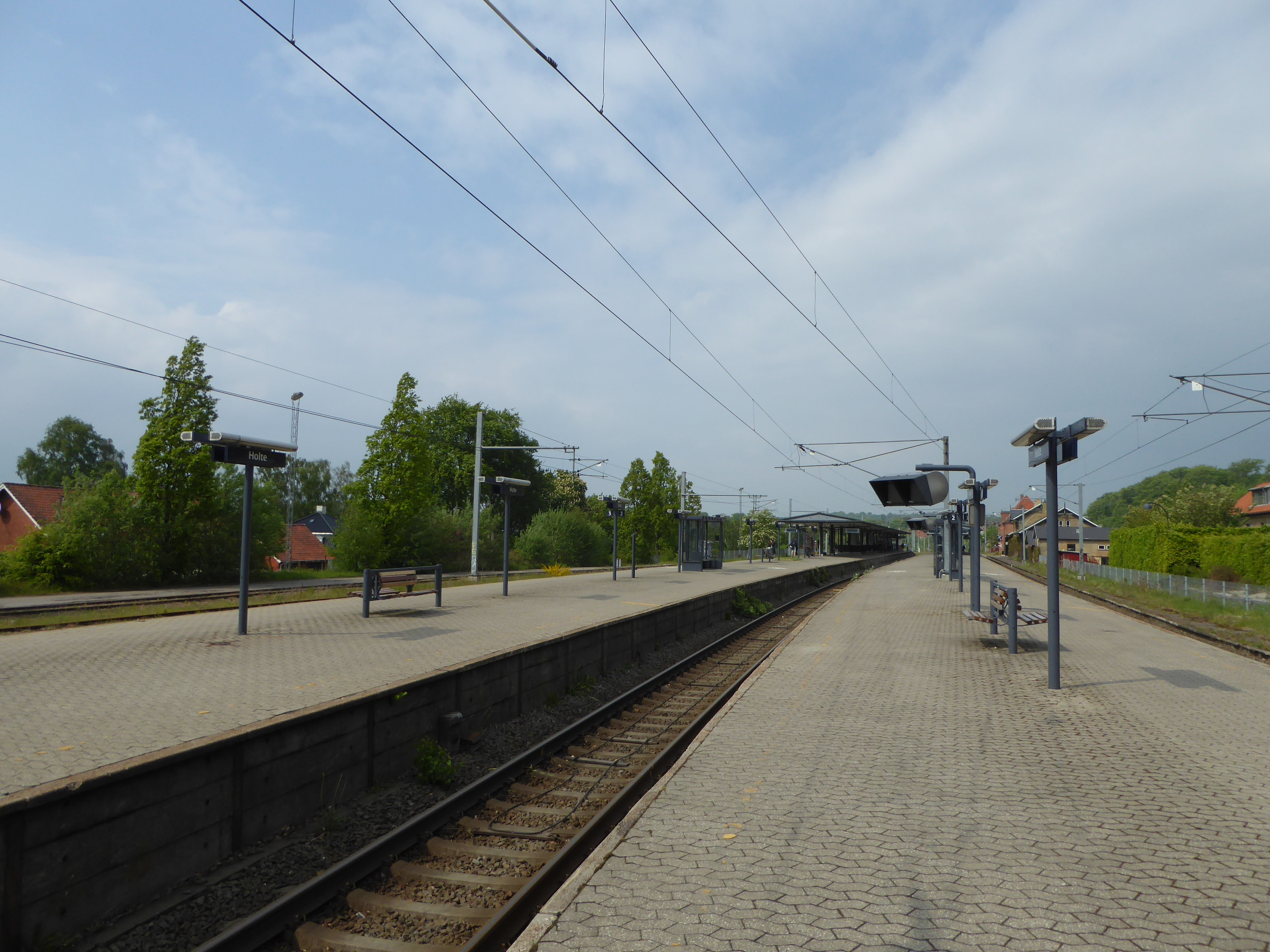
站台
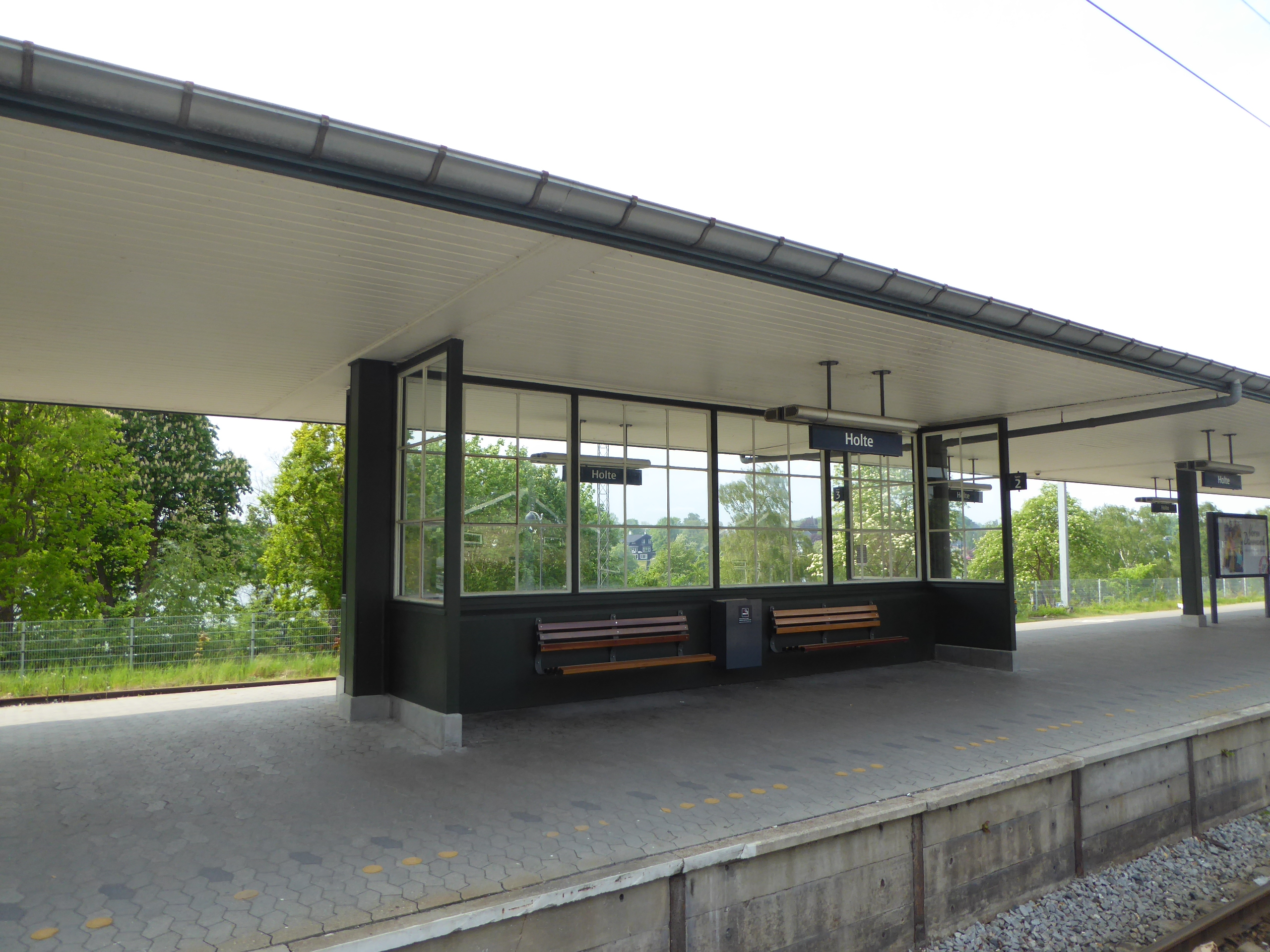
站台上的长椅
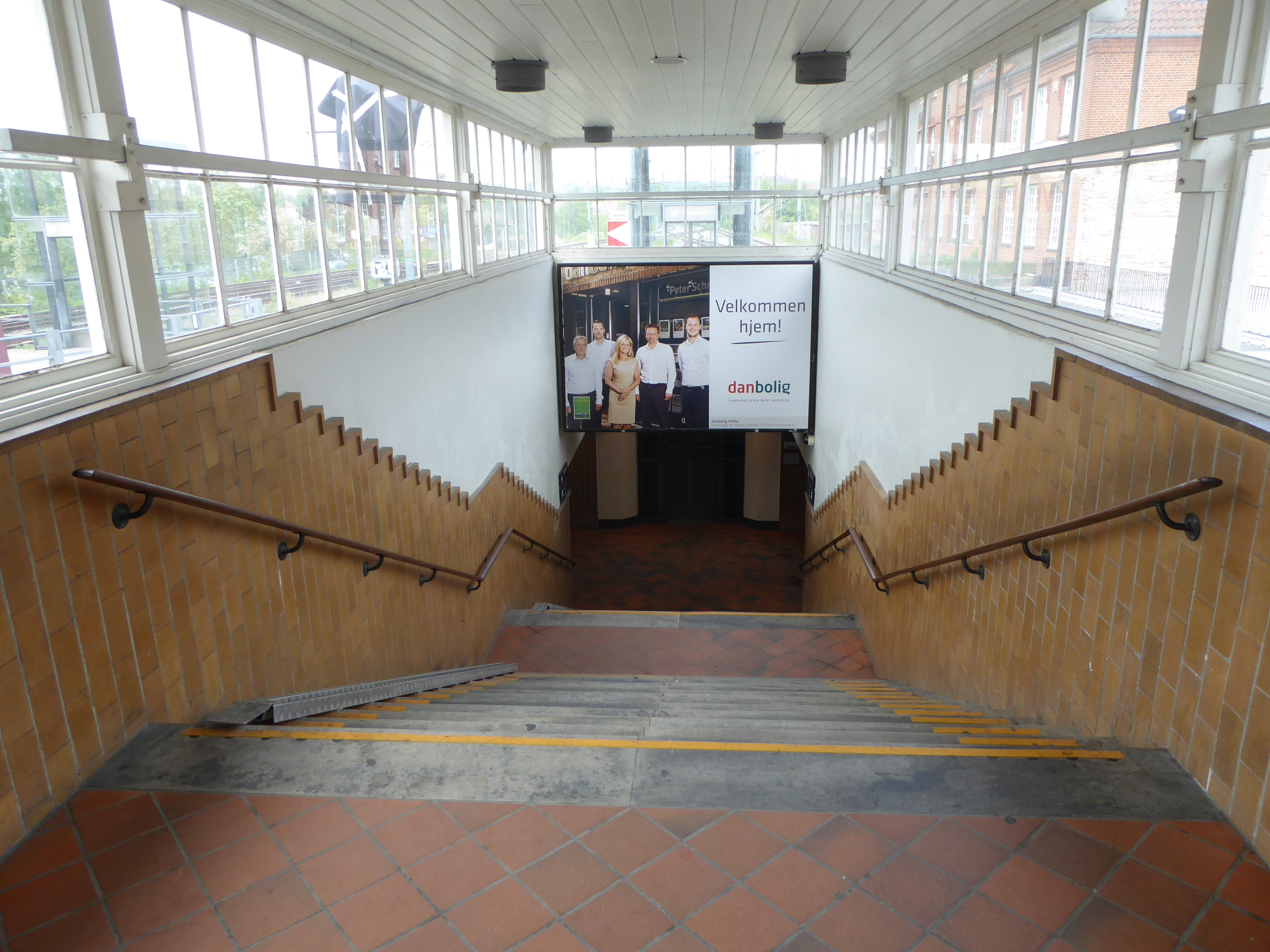
地道口
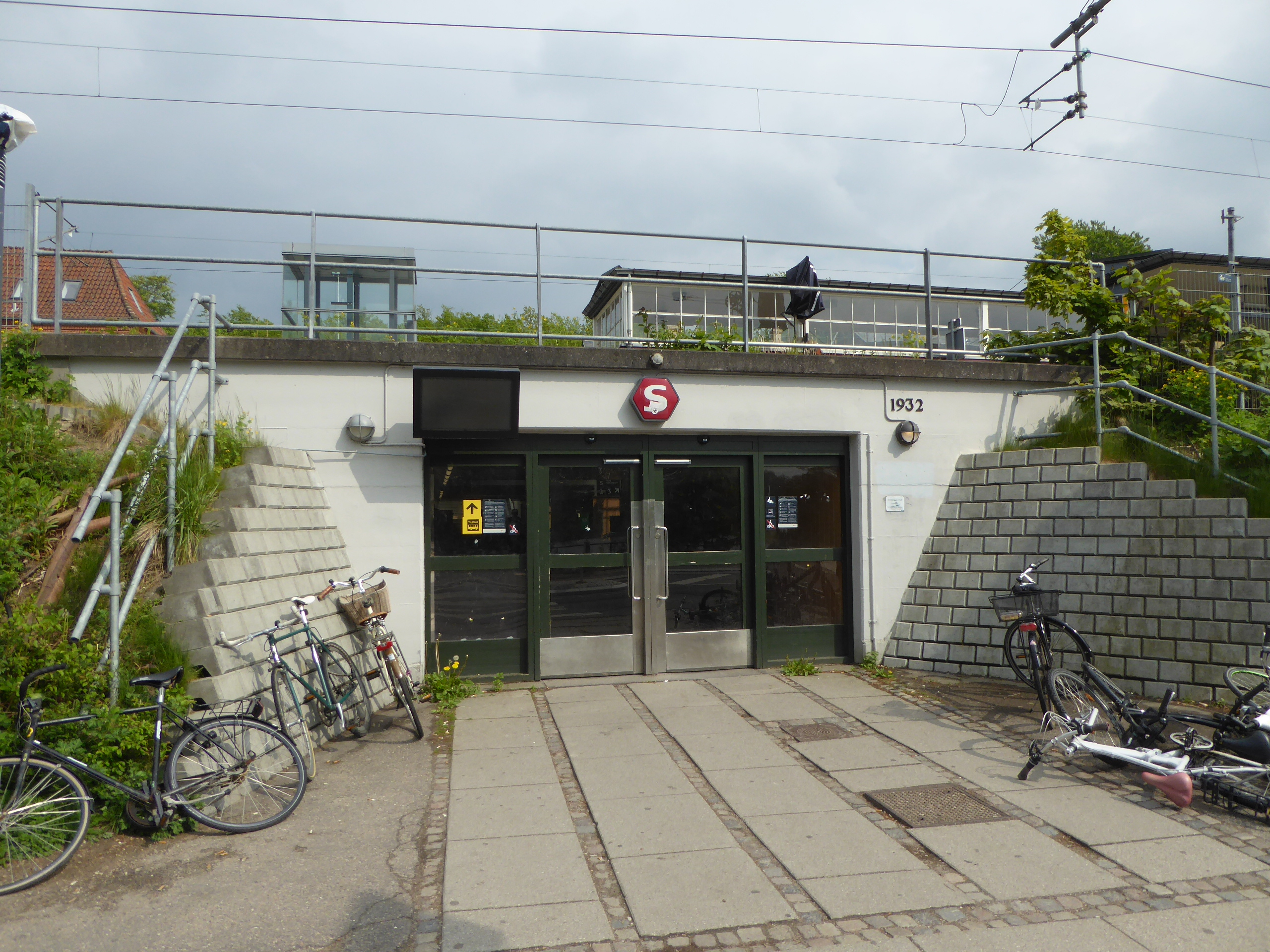
在Vejlesøvej一侧的次入口
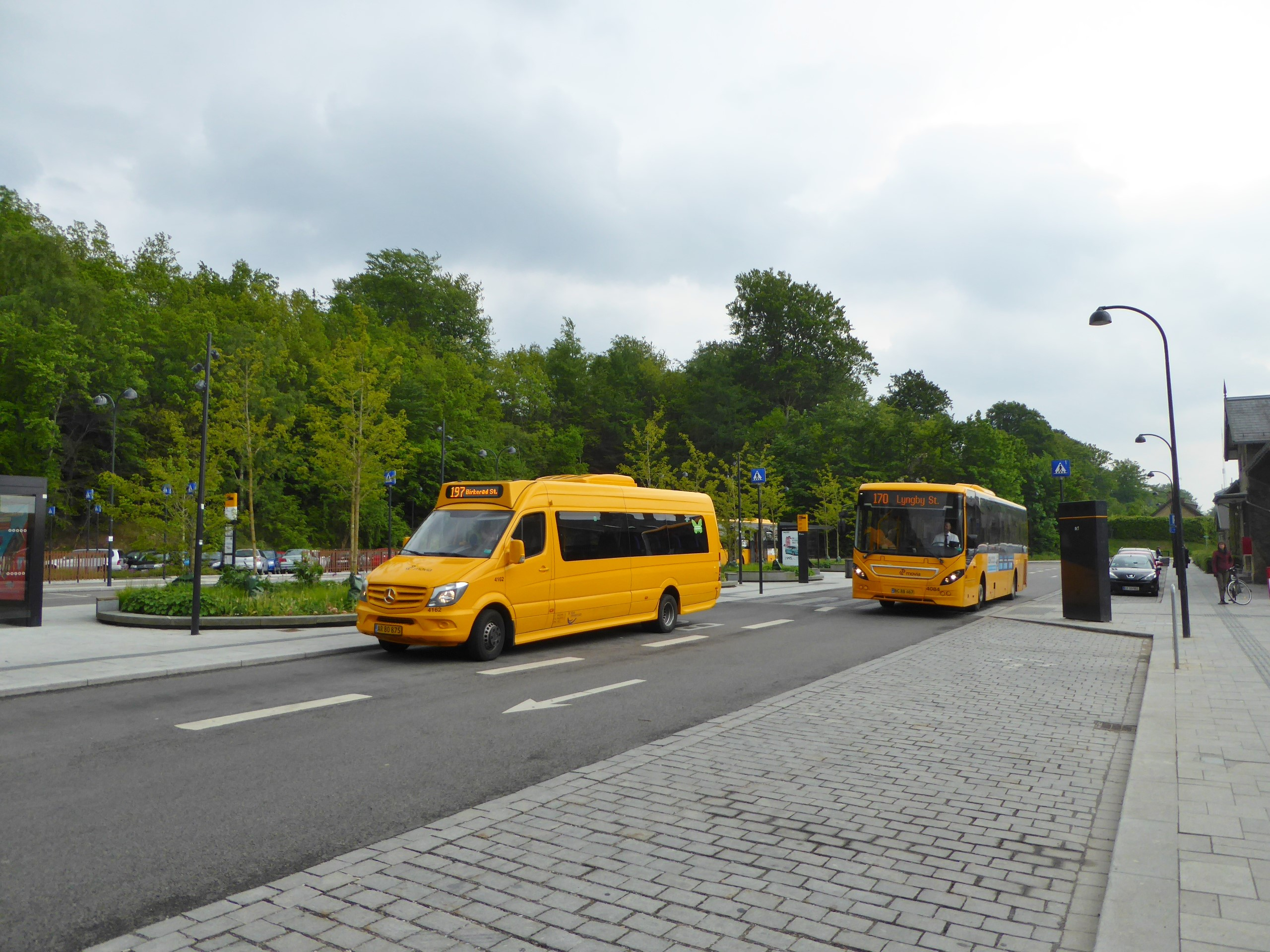
配套的公交换乘枢纽

## 外部連結
- 丹麦国家铁路官网对本站的介绍 （页面存档备份，存于）（丹麦文）